# Борисовский объединённый музей
Борисовский объединённый музей (бел. Барысаўскі аб'яднаны музей) — музей, основанный 21 декабря 1946 года в городе Борисов Минской области как краеведческий музей. Открыт для посетителей 17 декабря 1950 года. С 1988 года назывался Борисовский государственный объединённый музей, с 2002 года — Борисовский объединённый музей.
Полное наименование: Государственное учреждение «Борисовский объединенный музей».

## Описание
21 декабря 1946 года решением Исполнительного комитета Минского областного Совета трудящихся в городе Борисов основан краеведческий музей. Первых посетителей музей принял 17 декабря 1950 года.

Ежегодно Борисовский объединенный музей посещают более 76 тысяч человек. За годы существования музея собрано более 60 тысяч музейных предметов. Коллекции фотографий, документов, стекла, керамики, нумизматики, которые хранятся в фондах музея, являются основой для организации различных выставок и музейных мероприятий.

Памятник «Батареи 1812 года» около музея в Борисове

Рядом с музеем находится памятник военно-инженерного искусства 1812 года — «Батареи». Эти земляные укрепления были построены накануне войны с Наполеоном, перед мостом через Березину. В 1926 году было принято решение о признании «Батарей» памятником истории. Сейчас там установлен памятный знак. «Батареи» стали своего рода продолжением музейной экспозиции.

## Экспозиции
Музейная экспозиция состоит из шести залов, в которых можно проследить важные периоды истории Борисовщины. Основой её является тема войны 1812 года.
Начинается экспозиция с темы «Древнейшие поселения в крае. Основание города Борисова». В экспозиции представлены археологические находки, керамика, деревянные орудия труда.
«В 1102 году Борис Всеславич полоцкий ходил на ятвяг и, победя их, возвратясь, поставил град Борисов в свое имя и людьми населил», — сообщает русский историк XVIII столетия Василий Татищев. Ему вторят и белорусско-литовские летописи.
В экспозиции можно увидеть макет Борисовского замка XIV века, а также настоящие каменные ядра, которые использовались для обороны города во время осады.
Тема 1812 года подробно отражена в разделе «История войны 1812 года на Борисовщине. Березинская переправа». Данная часть экспозиции была обновлена в 2012 году. В это же время проходили торжества в память 200-летия переправы наполеоновской армии через Березину в 1812 году.
В обновленной экспозиции можно увидеть отреставрированные мундиры и головные уборы, холодное и огнестрельное оружие, портреты русских и французских генералов.
Особое место занимает уголок И. Х. Колодеева — борисовского помещика, коллекционера и библиофила. На рубеже XIX — XX веков он собрал библиотеку по истории 1812 года, которая насчитывала более 11 тысяч томов книг, а также включала рукописи, журналы, портреты офицеров, генералов и 7 тысяч предметной части.
В музее хранится копия уникальной панорамы польских художников Войцеха Коссака и Юлиана Фалата «Переход армии Наполеона через реку Березину в 1812 году, после отступления из Москвы». Работы над полотном начались в 1895 году, а спустя 16 месяцев появилась панорама размером 120м х 15м. У этого полотна долгая и интересная история. Для премьерного показа художники арендовали помещение в Берлине на Гервартштрассе. Затем панораму экспонировали в Варшаве, Кракове, Москве и Киеве и она опять вернулась в Краков. В 1907 году В. Коссак и Ю. Фалат рассорились, и панорама была разрезана на части, многие из которых утеряны на сегодняшний день. Сохранилось полотно лишь в наборе чёрно-белых почтовых открыток, где картина продолжала жить, (можно было выложить открытками всю панораму). В коллекции И. Х. Колодеева таких наборов панорамы было два. 2 апреля 1978 года кинорежиссёр-документалист из Мюнхена Георг Маришек передал Борисовскому музею фоторепродукцию панорамы. Её увеличенная копия представлена в настоящей экспозиции.
Среди наиболее редких музейных предметов можно назвать навершие с древка французского знамени в виде бронзового орла. Орёл был найден в июле 1963 году в деревне Лошница Борисовского района в местной речке. После военной кампании 1812 года во Францию не вернулось ни одного орла.
Два зала в Борисовском объединённом музее посвящены истории Великой Отечественной войны. Раздел «Оккупационный режим на Борисовщине» повествует о первых днях войны, о непростой судьбе жителей города и района, оказавшихся в оккупации, о возникновении лагерей для военнопленных.
О зарождении подпольного и партизанского движения рассказывают документы и личные вещи периода войны.
Вокруг оккупированного города действовали две партизанские зоны: Борисовско-Бегомльская и Минско-Червенская. Самой многочисленной партизанской бригадой была бригада «Дяди Коли», которой руководил Пётр Григорьевич Лопатин, в последствии — Герой Советского Союза.
Раздел «Освобождение города Борисова от немецко-фашистских захватчиков» рассказывает о буднях партизан и героическом подвиге танкового экипажа под командованием П. Н. Рака.
Зал «Памятники письменности – зеркало эпохи» знакомит с историей письменности, с зарождением книгопечатания и коллекцией старинных книг.
В залах музея регулярно проводятся патриотические акции, приём в пионеры, встречи с бывшими партизанами и участниками освобождения Борисовщины.
14 февраля 2023 года открылась новая экспозиция «Геноцид белорусского народа».

## Филиалы
- Музей Народной славы в аг. Зембин Борисовского района. Музей народной славы имеет художественную галерею, где выставлены мозаичные работы Надежды Ходасевич-Леже. Основная экспозиция филиала посвящена партизанской борьбе на Борисовщине в годы Великой Отечественной войны.